# Eliogabalo
Eliogabalo est un opéra en trois actes de Francesco Cavalli, écrit en 1667 et créé à Crema (Italie) en 1999.

## Historique
L'œuvre fut composée en 1667 en vue d'être créée au Teatro Santi Giovanni e Paolo de Venise. Elle devait être jouée pour la première fois lors de la saison 1668 du Carnaval de Venise, mais ne le fut pas, remplacée par un opéra homonyme de Giovanni Antonio Boretti, peut-être en raison du fait que le style de Cavalli était considéré comme trop démodé.
Pour des raisons à ce jour inconnues, Eliogabalo ne fut pas créé dans ce cadre, ni du vivant du compositeur. Il fallut attendre 1999, à Crema (Italie), pour une première représentation relativement discrète, avec dans le rôle-titre Antonio Giovannini, alors âgé de 19 ans, et ensuite avril 2004 pour que le chef René Jacobs présente une partition orchestrée à La Monnaie de Bruxelles, dans une mise en scène de Vincent Boussard. Il est repris en septembre 2016 à l'Opéra de Paris sous la direction de Leonardo García Alarcón, mis en scène par Thomas Jolly et avec le contre-ténor Franco Fagioli  dans le rôle d'Eliogabalo.

## Sujet scabreux
Les travestis n'étaient pas rares dans l'opéra italien du XVIIe siècle, ni même les histoires libertines. Il est donc peu probable que l'œuvre ait été retirée de l'affiche pour son caractère licencieux. Peut-être faut-il voir le motif de cette mise à l'index dans le fait que l'œuvre, de librettiste anonyme, traite d'un personnage controversé de l'Antiquité romaine : l'empereur Héliogabale, notoirement homosexuel et flanqué d'une série de vices que l'Histoire Auguste ne se prive pas de relater jusqu'à la caricature. Cavalli et son librettiste n'hésitèrent cependant pas à en faire un hétérosexuel donjuaniste.